# Cory Doctorow
Cory Efram Doctorow (Toronto, 17 luglio 1971) è un giornalista, scrittore e blogger canadese, tra gli autori del blog Boing Boing.

## Biografia
Ha vinto nel 2000 il Premio John Wood Campbell per il miglior nuovo scrittore e nel 2009 il Premio Prometheus e il Premio John Wood Campbell Memorial per il miglior romanzo con Little Brother (conosciuto anche come X). È stato più volte candidato ai premi Hugo e Nebula, vincendo alcune volte il Premio Locus.
È un attivista in favore delle leggi che liberalizzano il copyright e sostenitore delle licenze Creative Commons. I suoi libri sono per la maggior parte scaricabili gratuitamente da Internet.
Temi ricorrenti della sua opera sono i diritti digitali, la sicurezza informatica e la tecnologia più in generale.
X (Little Brother, 2008) è un romanzo che racconta la storia di un gruppo di hacker poco più che ragazzini, che riescono a mettere in crisi un sistema totalitario che ha preso l'avvento grazie alla paura di attentati terroristici. Richiama esplicitamente, già nel titolo, la famosa opera 1984 di George Orwell.
Makers, del 2009, è un romanzo dedicato alla subcultura Maker, ovvero a quel movimento culturale e tecnologico formato da "gente che modifica meccanismi e hardware, modelli di business e soluzioni abitative, per scoprire modi per tirare avanti e vivere felici anche quando l'economia va a finire nel cesso".
Nel 2022 Doctorow coniò il termine Enshittification, che indica un calo della qualità dei contenuti pubblicati su piattaforme virtuali.

## Opere

### Romanzi
- Down and Out in the Magic Kingdom (2003), vincitore nel 2004 del Premio Locus per la miglior opera prima;[2]
- Eastern Standard Tribe (2004);
- Anime nel futuro (Someone Comes to Town, Someone Leaves Town) (2005);
- Little Brother (X, 2008);
- Makers (2009);
- For the Win (2010);
- Rapture of the Nerds (Con Charles Stross) (2012);
- Pirate Cinema (2012);
- Homeland (2013);
- Walkaway (2017).

## Romanzi brevi
- Io, robot (I, Robot) (2005), vincitore del Premio Locus per il miglior romanzo breve nel 2006;[2]
- When Sysadmins Ruled the Earth (2006), vincitore del Premio Locus per il miglior romanzo breve nel 2007;[2]
- Infoguerra (After the Siege) (2006), vincitore del Premio Locus per il miglior romanzo breve nel 2008.[2]

### Raccolte di racconti
- A Place So Foreign and Eight More (2003);
- Overclocked: Stories of the Future Present (2007).
- Radicalized (2019)

### Altro
- The Complete Idiot's Guide to Publishing Science Fiction (2000);
- Essential Blogging (2002);
- Content: Selected Essays on Technology, Creativity, Copyright, and the Future of the Future (2008);
- Information Doesn't Want to Be Free: Laws for the Internet Age (2015).